# Marilyn (alpinismo)

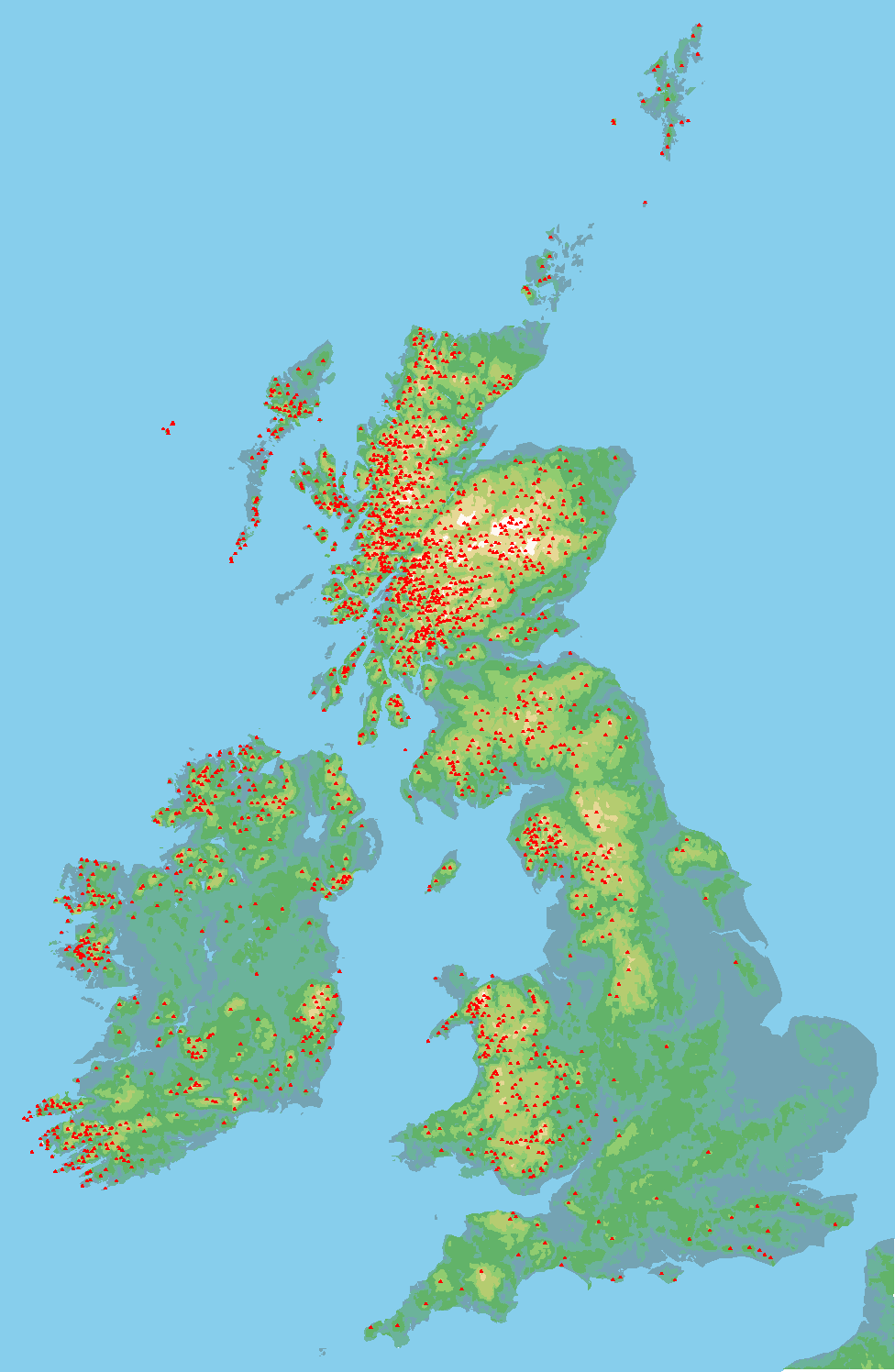
Mappa delle isole britanniche con l'indicazione dei marilyns

Marilyn (plur.: marilyns) è una definizione usata in geografia o alpinismo per indicare una montagna o collina delle isole britanniche la cui prominenza topografica sia pari o superiore ai 150 metri.

## Descrizione

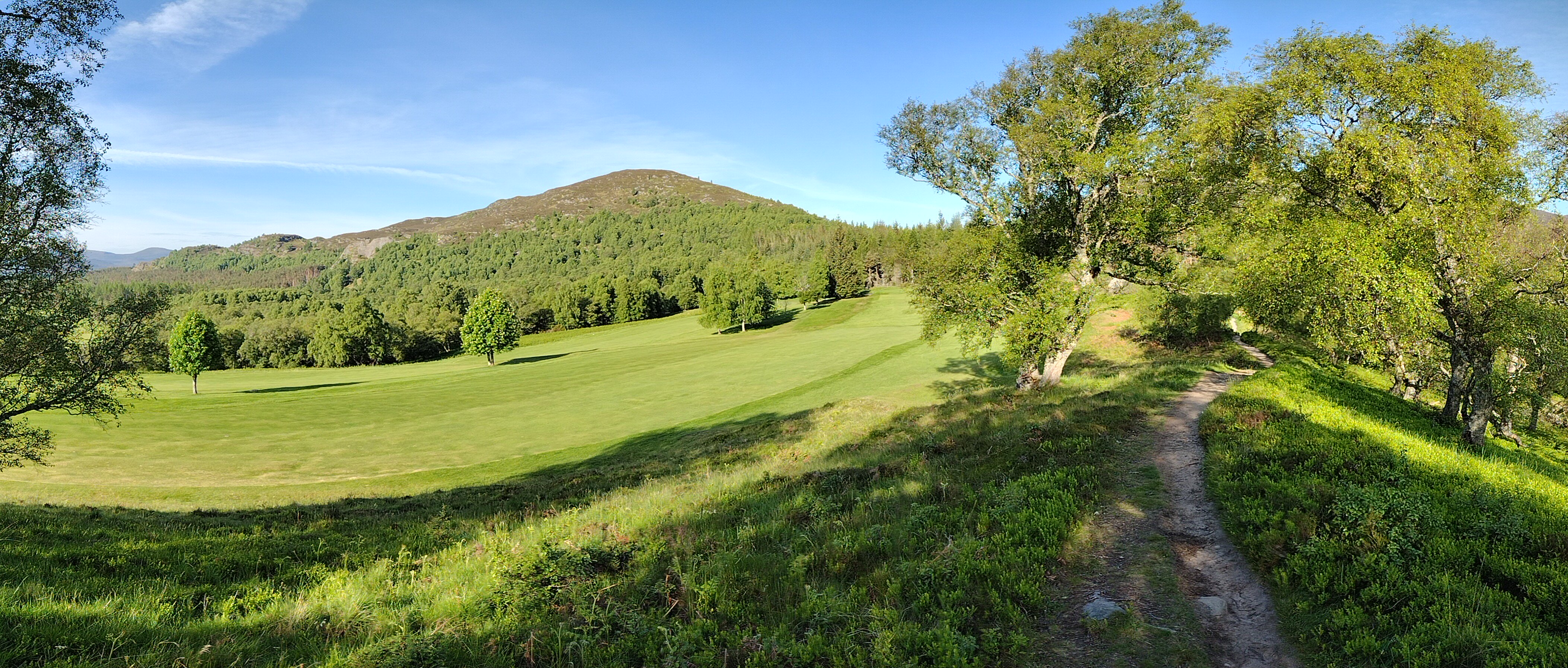
Creag Bheag (487 m), un esempio di Marilyn situato nelle Highland (Scozia)

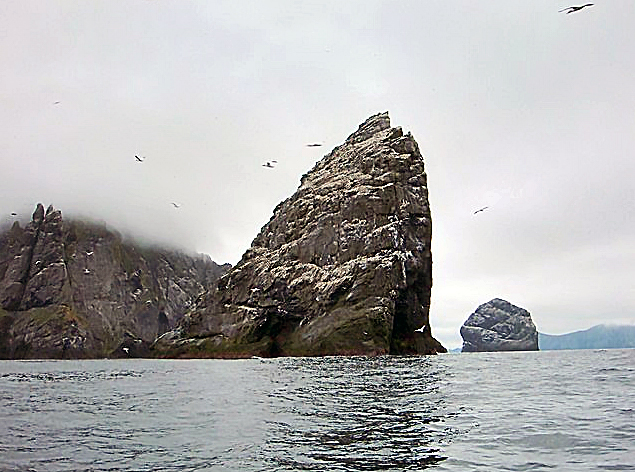
Stac an Armin (196 m), un Marilin nell'arcipelago di Saint Kilda in cui, essendo un'isola, la prominenza coincide con l'altitudine

Il termine fu coniato dallo scozzese Alan Dawson nel 1992 nel suo libro The Relative Hills of Britain, per assonanza con il termine munro, che ricordava il cognome di Marilyn Monroe.
Una montagna la cui prominenza topografica è compresa tra i 140 e 149 metri viene definita sub-marilyn.
Complessivamente, la montagne classificate come marilyn sono 2.009, delle quali 1556 in Gran Bretagna. La regione che conta il maggior numero di marilyn è la Scozia, dove è collocato più della metà dei Marilyn.